# Stalker Hill
Stalker Hill är en kulle i Antarktis. Den ligger i Östantarktis. Australien gör anspråk på området. Toppen på Stalker Hill är 144 meter över havet, eller 114 meter över den omgivande terrängen. Bredden vid basen är 22,2 km. Stalker Hill ligger vid sjön Zvezda.
Terrängen runt Stalker Hill är platt västerut, men österut är den kuperad. Terrängen runt Stalker Hill sluttar västerut. Trakten är obefolkad. Det finns inga samhällen i närheten. 